# Рюбер, Эдуард
Эдуард Рюбер (17 мая 1804 года, Дайзенхаузен — 10 ноября 1874 года, Мюнхен); полное имя: Йозеф Мария Эдуард Паскаль Рюбер) — немецкий архитектор и баварский строительный чиновник, который считается строителем многочисленных зданий вокзалов в Баварии. Автор центрального вокзала Аугсбурга.

## Биография
Рюбер вырос в Аугсбурге с 1807 года и учился там в средней школе. Окончив среднюю школу, он 23 ноября 1823 года поступил в Мюнхенскую академию художеств и изучал там архитектуруу Фридриха фон Гертнера. С 1830 года он был помощником строителя в окружном строительном управлении Аугсбурга, позже инспектором гражданского строительства, а в 1842 году некоторое время был заместителем окружного строительного чиновника правительства Швабии и Нойбурга, прежде чем был назначен архитектором Королевской комиссии по строительству железных дорог в Нюрнберг в том же году. В 1848 году он переехал в Мюнхен на ту же должность. В последнее время он занимал должность члена правительства и советника по строительству.

## Семья
Он был женат на Каролине Ник. У пары было несколько детей, в том числе:
- Мальвина Мария (род. 24 мая 1842 г.) ⚭ Эмиль фон Ридель (род. 6 апреля 1832 г. — 13 августа 1906 г.), юрист и политик
- Аурелия
- Грундрам
- Оттмар († 6 июля 1909), придворный музыкальный руководитель
- Теобальд

## Работы
Среди прочего, Рюбер спроектировал здания приемных станций в Аугсбурге (расширение около 1870 года Фридрихом Бюрклейном), Бамберге , Эрлангене , Фюрте , Кауфбойрене (снесено), Линдау (снесено), Нюрнберге (снесено) и Розенхайме (повторно использовано). В Линдау он также работал над строительством портового сооружения с маяком и львом, которые существуют и сегодня, а также над строительством виллы Лейхтенберг на берегу озера в Линдау-Ройтине.с. Он также разработал планы нового строительства башни приходской церкви Иллерайхен в неороманских формах (1838 г. и далее) и неоготической кладбищенской часовни в Гюнцбурге на Ульмерштрассе (1836 г.).

## Заслуги
Рюбер был кавалером Королевского баварского ордена «Святого Михаилом» и ордена герцогского Саксонско-Эрнестинского дома. Его именем названы улицы в Розенхайме и Донаувёрте, а также площадь у гавани в Линдау.

## Публикации
В 1860 году Рюбер опубликовал в JG Cotta’schen Buchhandlung 89-страничный трактат «Дерновая крыша, самый дешёвый, самый прочный и пожаробезопасный тип покрытия для городских и загородных построек».

## Усадьба и место захоронения
Могила Эдуарда Рюбера находится на Старом Южном кладбище в Мюнхене (могильное поле 7 — ряд 3 — место 37)
Из его имения в Архиве немецкой литературы в Марбахе сохранились три письма в книжный магазин И. Г. Котташе.